# شغب الجبن بنوتنغهام

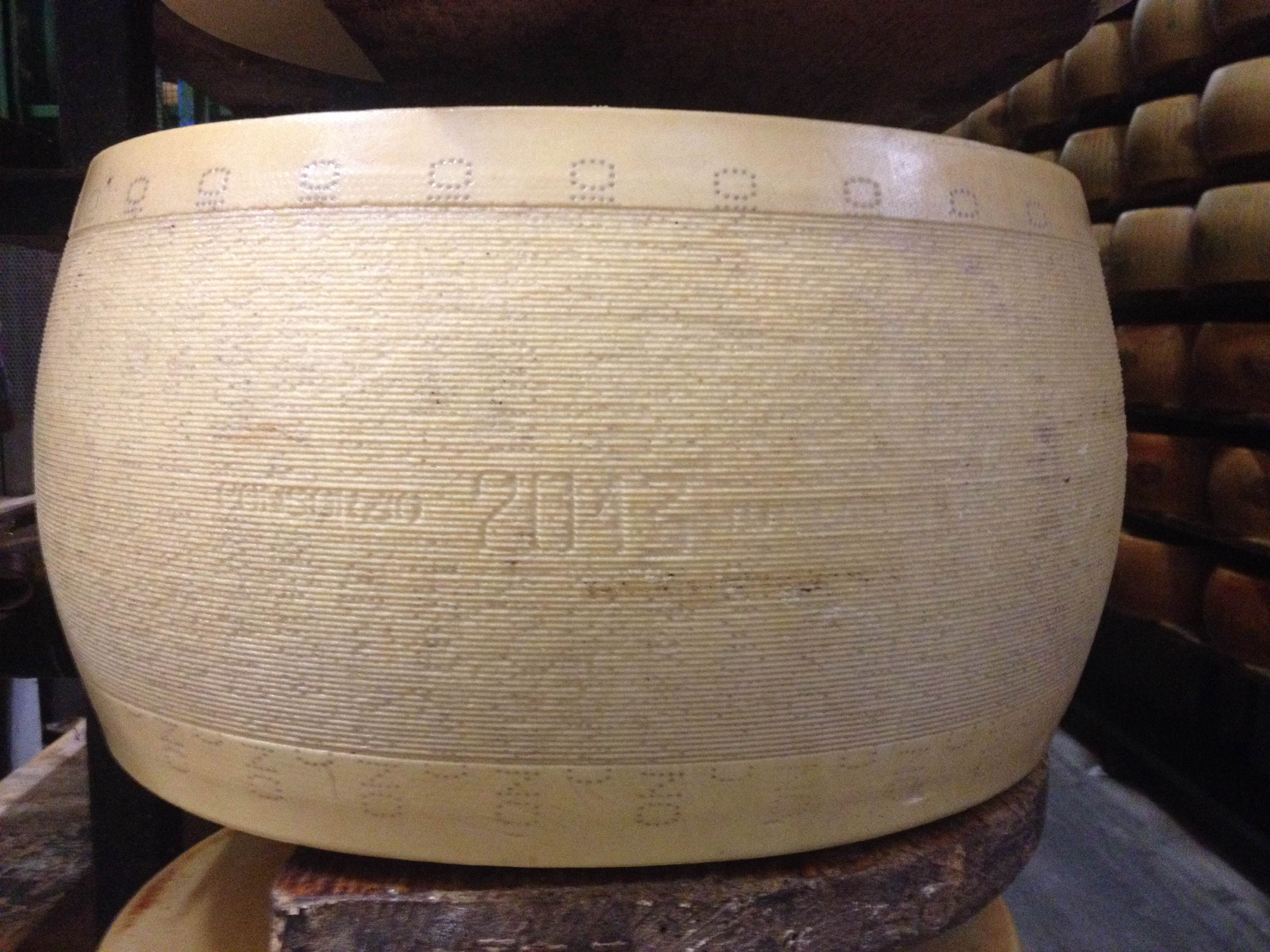
عجلة الجبن حديثة

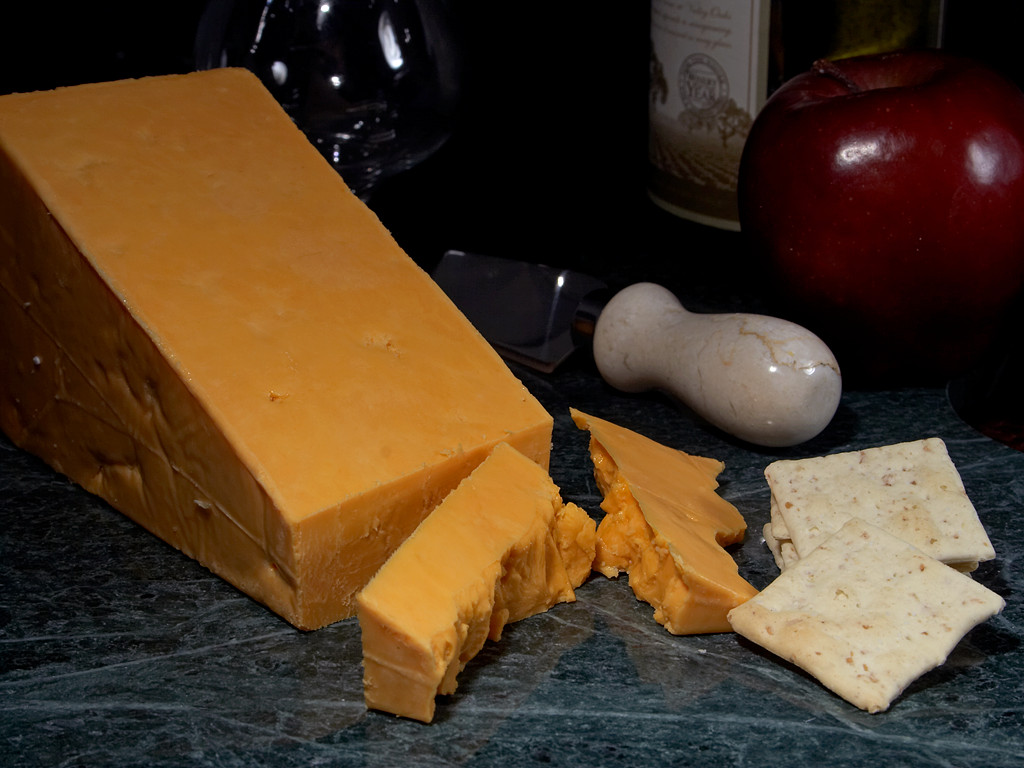
جبن ليستر الحمراء

عملية الشغب الجُبن بنوتنغهام (المعروف أيضًا باسم الشغب الجبن العظيم)  وقع في 18 أكتوبر 1766 في معرض إوزة بالبلدة نوتنغهام. حدثت أعمال الشغب في وقت نقص الغذاء وارتفاع الأسعار في إنجلترا. تدخل السكان المحليون لمنع التجار الذين جاءت من لينكولنشاير الإتخاذ الأجبان نوتنغهامشير قد تم اشتروها من المعرض سالفة الذكر معهم. واندلعت أعمال عنف ونهب مستودع ومتاجر وقارب شحن ودحرجت مئات من عجلات الجبن في الشوارع. لم يتمكن العمدة من استعادة السيطرة، وعجلةً من الجبن طرقت عليه. انتشر الجيش وقُتل رجل وأصيب آخرون عندما فتحت القوات النار على الحشود. تمت استعادة النظام بعد عدد من أيام الاضطرابات.